# Aides (impôt)
Pour les articles homonymes, voir Aides.
Dans la France médiévale et d'Ancien Régime, les aides étaient les impôts indirects prélevés à tous les niveaux de la société, sur les biens, les denrées, les moyens de transports, etc.

## Histoire
Le mot « aide » (au singulier) désignait, à l'origine, le service militaire que le vassal devait à son seigneur. Or, le vassal pouvait racheter ce service en versant à son seigneur une certaine somme et c'est probablement pourquoi le mot « aides » (au pluriel) a finalement désigné toutes les subventions que les seigneurs exigeaient de leurs vassaux (aides seigneuriales) puis des impôts que les rois levaient en France (aides royales).

### Aides seigneuriales
Au Moyen Âge, les aides seigneuriales sont subsides de caractère temporaire et extraordinaire versés par le vassal au seigneur, perçus par voie de taille ou taxe directe, dans les cas fixés par la coutume (aides coutumières).
Ces cas étant le plus souvent au nombre de quatre, les aides coutumières sont désignées comme l'aide aux quatre cas,, ou la taille aux quatre cas. Elle était exigible dans quatre cas suivants : lorsque le seigneur ou son fils aîné est armé chevalier ; pour la constitution de la dot de la fille aînée du seigneur, en vue du mariage de celle-ci ; lors d'une rançon due en cas de détention du seigneur par l'ennemi ; à l'occasion d'un pèlerinage du seigneur. Dans certaines régions, les aides coutumières avaient une dénomination particulière : « loyaux aides » en Poitou ; « droit d'indire » en Bourgogne et en Normandie ; « quête » en Bourbonnais.
Des aides pouvaient également être offertes dans des circonstances exceptionnelles (aides libres et gracieuses).

### Aides royales
Les aides royales sont des impôts permanents et indirects perçus par le roi sur les biens de consommation et les marchandises. À fin du XVIIIe siècle, le terme ne s'applique plus qu'aux impôts levés sur les boissons.
Les aides dues au roi ont été créées à l'initiative des États généraux en 1360 pour payer la rançon du roi Jean le Bon prisonnier des Anglais depuis la bataille de Poitiers de 1356. Beaucoup de provinces assujetties s'en sont rachetées à cette occasion.
Les aides continuent d'être perçues dans les généralités d'Alençon, Amiens, Bourges, Caen, Châlons, La Rochelle, Lyon, Moulins, Orléans, Paris, Poitiers, Rouen et Soissons, ainsi que quelques élections de la Haute-Bourgogne.
À l'origine, chaque aide était affermée annuellement. À partir de 1663, elles sont affermées en bloc et sont comprises dans le bail de la Ferme générale qui souvent les confie à des sous-traitants.
À partir de 1780, Necker, soucieux de plaire à l'opinion publique très hostile à la Ferme Générale, confie la perception des aides à la Régie générale. Les aides sont supprimées pendant la Révolution de 1789. En 1788, les aides rapportent environ 50 millions de livres.
Les litiges relatifs à ces taxes étaient jugées dans une Cour des aides.

## Les aides sur les aliments et boissons
- Droit d'annuel
- Cinq sols (anciens et nouveaux)
- Équivalent du Languedoc
- Gros et augmentation
- Droit du Huitième, du quatrième, subvention et augmentation
- Droits des inspecteurs en boucheries
- Droit du Pied fourché
- Devoirs de Bretagne
- Droit de jauge et de courtage
- Droit des courtiers-jaugeurs
- Trop bu ou Gros manquant

- La gabelle peut être assimilée à une aide.

## Les aides sur les transports
- Les péages
- Le tonlieu

## Les aides sur les produits non alimentaires
- Droit sur les cartes à jouer
- Droit sur les cuirs
- Droit sur la marque des fers, or argent, papier, carton
- Droit sur le savon

### Sources
- [Cherbonnier et al. 2012] William Cherbonnier, Lauryanne Crochet, Eugénie Durand, Yannick Favzlavaki, Valentine Figarol, Jean-Christophe Foix, Léo Gabillard, Luc Keh, Élodie Le Gorgne, Jérémy Morvan, Jean-Charles Sinaud, Béverley Schultz et Sabine Tardif-Canneva, « La loyauté : de la règle morale au principe juridique », Revue juridique de l'Ouest, no 3,‎ 2012, p. 327-342 (OCLC 7912404214, DOI 10.3406/juro.2012.4730, lire en ligne  [PDF]).
- [Dupont-Ferrier 1928] Gustave Dupont-Ferrier, « Histoire et signification du mot « aides » dans les institutions financières de la France, spécialement aux XIVe et XVe siècles », Bibliothèque de l'École des chartes, t. 89,‎ 1928, p. 53-69 (OCLC 4648309095, DOI 10.3406/bec.1928.448815, lire en ligne  [PDF]).
- [Garran de Coulon 1787] Jean-Philippe Garran de Coulon, « Taille aux quatre cas », dans Encyclopédie méthodique : jurisprudence, t. VII : Probante – taxement, Paris et Liège, Panckoucke et Plomteux, 1787, 1re éd., 742 p., in-4o (OCLC 490488964, BNF 30796692, SUDOC 044277180, lire en ligne  [PDF]), p. 717-733.
- Marcel Marion, Dictionnaire des institutions de la France aux XVIIe et XVIIIe siècles, Ed. A. et J. Picard, Paris, 1923.
- [Rigaudière 2000] Albert Rigaudière, « Aide aux quatre cas, coutume, droit féodal et droit écrit : Robert de Balsac et ses hommes de Saint-Chamant (1487-1489) », dans Jacques Paviot et Jacques Verger (dir.), Guerre, pouvoir et noblesse au Moyen Âge : mélanges en l'honneur de Philippe Contamine, Paris, PUPS, coll. « Cultures et civilisations médiévales » (no XXI), décembre 2000, 1re éd., 691 p., 18 × 23 cm (ISBN 978-2-84050-179-4, EAN 9782840501794, OCLC 406682802, BNF 37215022, HAL hal-03305825, SUDOC 055118062, présentation en ligne), p. 605-618.

### Articles Connexes
- Fiscalité d'Ancien Régime (principes généraux)